# محوطه تپه گچی
محوطه تپه گچی مربوط به سده‌های میانه دوران‌های تاریخی پس از اسلام است و در شهرستان پل‌دختر، بخش معمولان، دهستان افرینه، شرق جاده ارتباطی معمولان به پلدختر، روستای بن زهره واقع شده و این اثر در تاریخ ۲۲ آبان ۱۳۸۶ با شمارهٔ ثبت ۲۰۱۱۶ به‌عنوان یکی از آثار ملی ایران به ثبت رسیده است.